# Ballygalley
Ballygalley (Iers: Baile Geithligh) is een plaats in het Noord-Ierse County Antrim. Ballygalley telt 714 inwoners. Van de bevolking is 70,5% protestant en 27,9% katholiek.

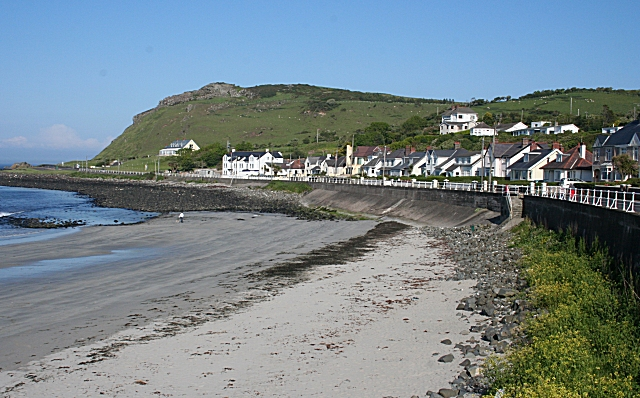
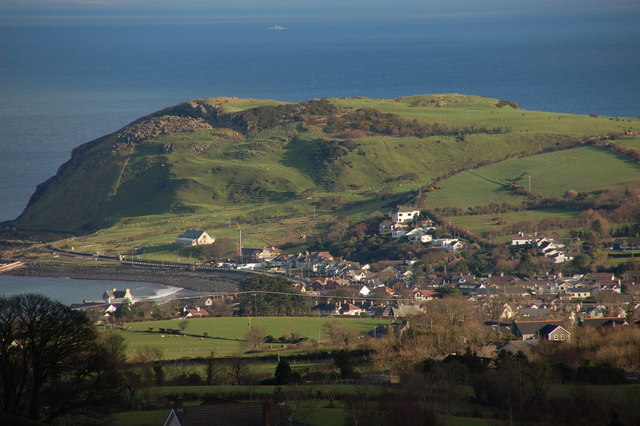
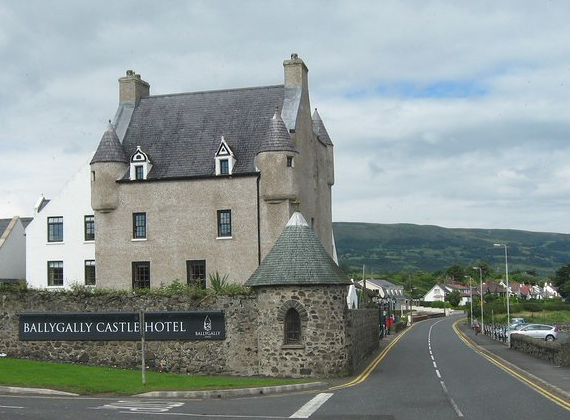
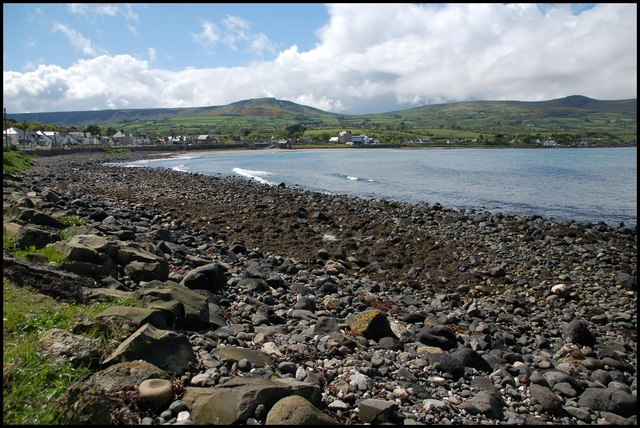